# Calomicrus atrocephalus
Calomicrus atrocephalus es un coleóptero de la familia Chrysomelidae.
Fue descrita científicamente por primera vez en 1895 por Reitter.